# Nazionale femminile di pallacanestro della Grecia
La nazionale di pallacanestro femminile della Grecia è la selezione delle migliori giocatrici di pallacanestro di nazionalità greca e rappresenta la Grecia nelle competizioni internazionali femminili di pallacanestro organizzate dalla FIBA. È gestita dalla Federazione cestistica della Grecia.

## Piazzamenti

### Olimpiadi
- 2004 - 7°

### Campionati del mondo
- 2010 - 11°
- 2018 - 11°

### Campionati europei
- 2001 - 10°
- 2003 - 9°
- 2005 - 10°
- 2007 - 13°
- 2009 - 5°

- 2011 - 13°
- 2015 - 10°
- 2017 - 4°
- 2021 - 16°
- 2023 - 11°

### Giochi del Mediterraneo
- 1991 -  3°
- 1993 - 6°
- 1997 - 4°

- 2001 - 6°
- 2005 - 4°
- 2009 - 4°

## Formazioni

### Olimpiadi
Pallacanestro ai Giochi della XXVIII Olimpiade - Torneo femminile4 Kavvadia, 5 Kōstakī, 6 Delī, 7 Kalentzou, 8 Tasoulī, 9 Maltsī, 10 Saregkou, 11 Vasileiou, 12 Stachtiarī, 13 Samoroukova, 14 Christoforakī, 15 Kligkopoulou,        All. Giōrgos Tsitskarīs

### Mondiali
Campionato mondiale femminile di pallacanestro 20104 Kalentzou, 5 Spanou, 6 Dīmītrakou, 7 Chatzīnikolaou, 8 Kaltsidou, 9 Maltsī, 10 Papamichaīl, 11 Lymoura, 12 Sōtīriou, 13 Stauridou, 14 Soulis, 15 Mītropoulou,        All. Kōstas Missas
Campionato mondiale femminile di pallacanestro 20185 Stamatī, 6 Lymoura, 7 Spyridopoulou, 8 Pavlopoulou, 9 Maltsī, 11 Nikolopoulou, 12 Sōtīriou, 13 Kosma, 15 Spanou, 19 Kaltsidou, 21 Christinakī, 34 Fasoula,        All. Kōstas Keramidas

### Europei
Campionato europeo femminile di pallacanestro 20014 Kavvadia, 5 Kōstakī, 6 Delī, 7 Papaīlia, 8 Tasoulī, 9 Maltsī, 10 Saregkou, 11 Volonakī, 12 Nikolaidou, 13 Samoroukova, 14 Prassa, 15 Kligkopoulou,        All. -
Campionato europeo femminile di pallacanestro 20034 Prassa, 5 Kōstakī, 6 Delī, 7 Gkouzinī, 8 Tasoulī, 9 Maltsī, 10 Saregkou, 11 Lymoura, 12 Nikolaidou, 13 Samoroukova, 14 Vasileiou, 15 Kligkopoulou,        All. Giōrgos Tsitskarīs
Campionato europeo femminile di pallacanestro 20054 Lymoura, 5 Kalentzou, 6 Delī, 7 Gkouzinī, 8 Vasileiou, 9 Maltsī, 10 Saregkou, 11 Stachtiarī, 12 Kosma, 13 Samoroukova, 14 Stauridou, 15 Kyriakopoulou,        All. Charalampos Papazoglou
Campionato europeo femminile di pallacanestro 20074 Kalentzou, 5 Kōstakī, 6 Chatzīnikolaou, 7 Spatharou, 8 Kaltsidou, 9 Maltsī, 10 Saregkou, 11 Stachtiarī, 12 Papamichaīl, 13 Kosma, 14 Vasileiou, 15 Nikolaidou,        All. Kōstas Missas
Campionato europeo femminile di pallacanestro 20094 Kalentzou, 5 Stamatī, 6 Dīmītrakou, 7 Chatzīnikolaou, 8 Kaltsidou, 9 Maltsī, 10 Papamichaīl, 11 Lymoura, 12 Sōtīriou, 13 Kosma, 14 Zikyridou, 15 Vlachou,        All. Kōstas Missas
Campionato europeo femminile di pallacanestro 20114 Kalentzou, 5 Stamatī, 6 Dīmītrakou, 7 Chatzīnikolaou, 8 Kaltsidou, 9 Maltsī, 10 Papamichaīl, 11 Kasapoglou, 12 Sōtīriou, 13 Androulakī, 14 Spyridopoulou, 15 Spanou,        All. Kōstas Missas
Campionato europeo femminile di pallacanestro 20154 Gkotzī, 5 Nikolopoulou, 6 Dīmītrakou, 7 Chatzīnikolaou, 8 Christinakī, 9 Kaltsidou, 10 Papamichaīl, 11 Lymoura, 12 Sōtīriou, 13 Kosma, 14 Fasoula, 15 Spanou,        All. Alekos Daglas
Campionato europeo femminile di pallacanestro 20174 Stamolamprou, 5 Stamatī, 6 Lymoura, 7 Spyridopoulou, 9 Maltsī, 11 Nikolopoulou, 12 Sōtīriou, 13 Kosma, 15 Spanou, 19 Kaltsidou, 21 Christinakī, 34 Fasoula,        All. Kōstas Keramidas
Campionato europeo femminile di pallacanestro 20214 Stamolamprou, 5 Mposgana, 6 Alexandrī, 8 Pavlopoulou, 11 Nikolopoulou, 12 Sōtīriou, 13 Louka, 15 Spanou, 19 Anastasopoulou, 23 Tsineke, 26 Diela, 34 Fasoula,        All. Vasilīs Maslarinos
Campionato europeo femminile di pallacanestro 20234 Stamolamprou, 5 Mposgana, 6 Alexandrī, 8 Pavlopoulou, 10 Tsineke, 12 Sōtīriou, 15 Spanou, 21 Christinakī, 26 Diela, 34 Fasoula, 44 Karlafti, 55 Stamatī,        All. Petros Prekas
Campionato europeo femminile di pallacanestro 20253 Krimili, 5 Mposgana, 8 Pavlopoulou, 11 Nikolopoulou, 13 Louka, 15 Spanou, 18 Chatzileonti, 21 Christinakī, 24 Parks, 25 Chairistanidou, 34 Fasoula, 44 Karlafti,        All. Petros Prekas

### Giochi del Mediterraneo
Pallacanestro femminile ai XV Giochi del MediterraneoGialitakī, Kanatselou, Karadīma, Karampatzakī, Kosma, Kyriakopoulou, Mouzakī, Nikolaidou, Prassa, Spatharou, Tsaroucha, Zerva, All. -
Pallacanestro femminile ai XVI Giochi del Mediterraneo4 Avery, 5 Stamatī, 6 Dīmītrakou, 7 Gkotzī, 8 Stauridou, 9 Chalivera, 10 Papamichaīl, 11 Lymoura, 12 Sōtīriou, 13 Giannopoulou, 14 Boni, 15 Mparmperidī,        All. Sofia Kligkopoulou

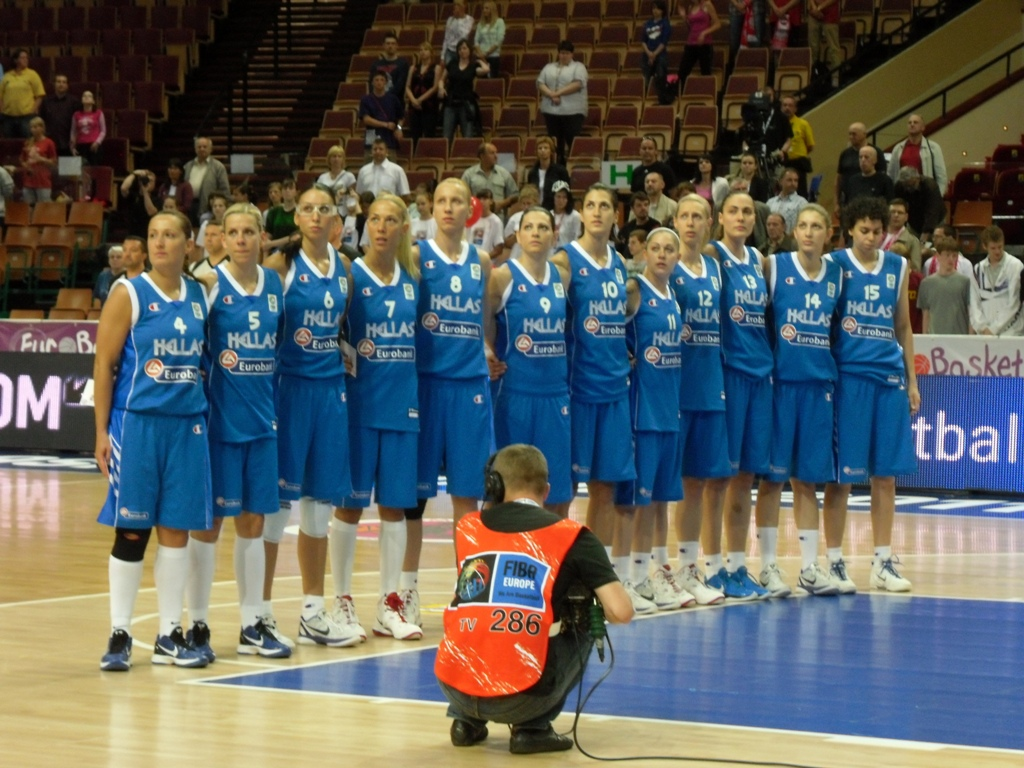
La Nazionale ellenica all'EuroBasket Women 2011